# エディンバラ新市街
エディンバラの新市街は、スコットランドの首都エディンバラの街区で、中心地区の一つである。この新市街はしばしば都市計画の傑作と評されており、旧市街ともどもユネスコの世界遺産に登録されている。いまなお「新」市街と呼ばれるものの、建設されたのは1765年から1850年ころのことで、界隈には当時の新古典主義様式の建築物が残っている。
最も有名な街路は、エディンバラ城や旧市街に面しているプリンスィズ・ストリートであり、それはかつてノア・ロック（Nor Loch）のあった窪地を横切っている。

## 新市街建設の準備
新市街を建設するという決定は、旧市街の城壁内の人口が飽和状態になったあとに、町の長老たちによって下された。啓蒙主義はエディンバラにも到達し、町に住んでいた近代的な知識人たちにとって、時代遅れの町並みは不釣合いなものになっていた。市長（Lord Provost）であったジョージ・ドラモンド（George Drummond）は、勅許自治都市（Royal Burgh）の境界をノア・ロックの北を取り囲む形で拡張することに成功した。ノア・ロックは都市のすぐ北の渓谷を占めていたひどく汚れていた湖のことである。ノア・ロックの排水作業は実行に移されたものの、1817年までは完了しなかった。 
新しい土地に渡るためのポイントが建設され、1772年にはノース・ブリッジができ、そして新市街の建設中に掘り返された残土置き場としてイースタン・マウンドもできた。今日ではザ・マウンド（The Mound）として知られているが、それが現在の姿になったのは1830年代のことだった。
新市街が発展してくると、富裕層は狭苦しい地区の窮屈な住居から、新市街の広い街路沿いのジョージ朝様式の大邸宅へと移り住むようになった。しかし、貧民層は旧市街にとどまった。

## 最初の新市街

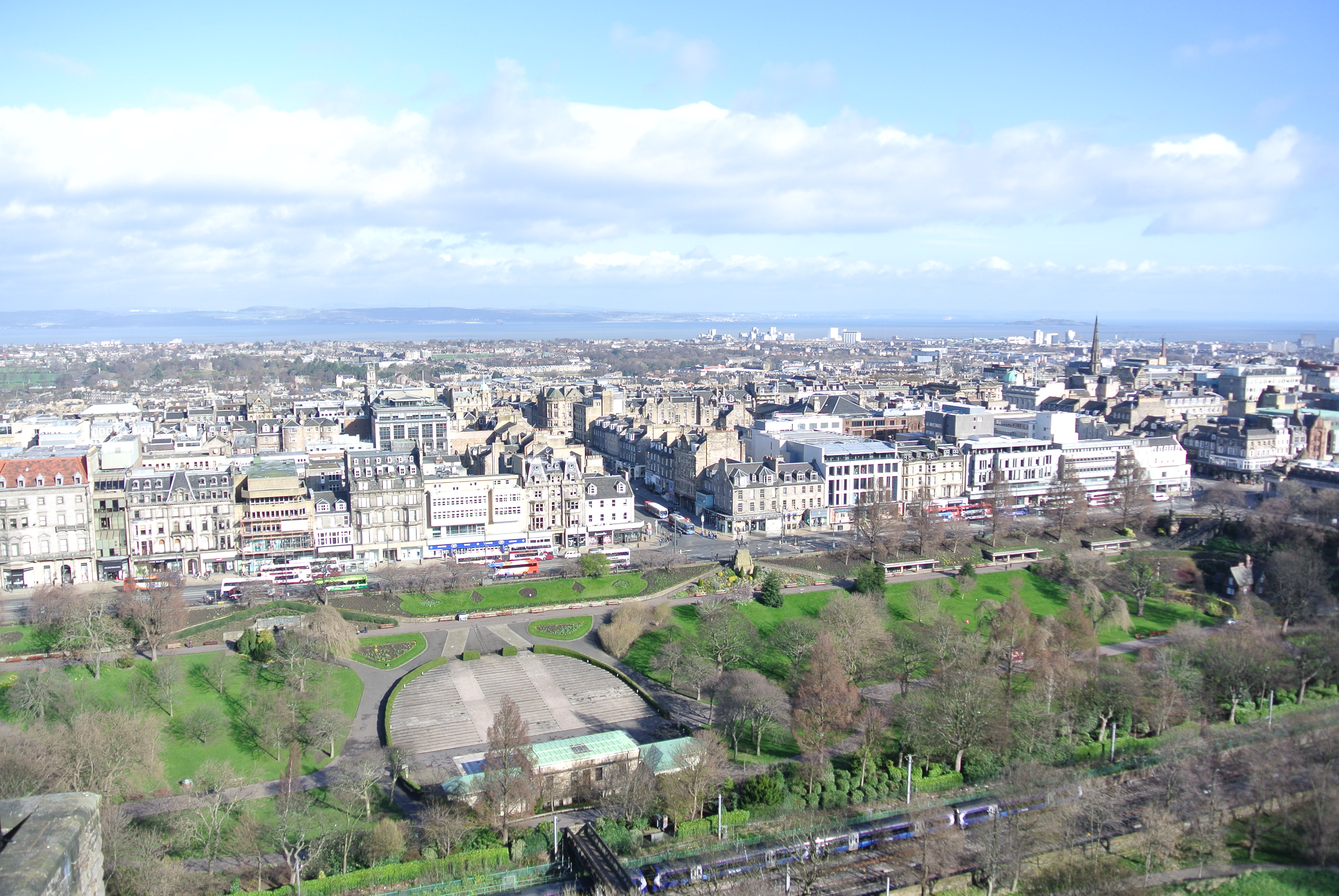
エディンバラ新市街

新しい郊外にふさわしい近代的なレイアウトを見出すためのデザイン設計競技が1766年1月に開かれ、22歳の設計士ジェームズ・クレイグ（James Craig）が優勝した。彼の示したデザインは簡素な格子状で、二つの庭園（garden squares）を結ぶかたちで、丘の背に沿って大通りが走るというものだった。そこから南北方面に下り坂の主要道路が走り、大邸宅向けの小道で出来た袋小路にそれぞれぶつかっている。さらに南北方面の道は他に3つあり、格子模様を完成させている。

### 通りの名前
主要な通りであるジョージ・ストリートは、時の国王ジョージ3世にちなんだものである。北にあるクイーン・ストリートは彼の妻に、南にあるセント・ジャイルズ・ストリートは都市の守護聖人に、それぞれ由来している。セント・アンドリュー広場とセント・ジョージ広場は、イングランドとスコットランドの統一を表すものとしてその名称が採用された。統一を表すという考えは、ジョージ・ストリートとクイーン・ストリートの間にあるシスル・ストリート（Thistle Street, シスルはスコットランドの国花）、ジョージ・ストリートとプリンスィズ・ストリートの間にあるローズ・ストリート（ローズはイングランドの象徴）にも引き継がれている。
しかし、ジョージ王はセント・ジャイルズ・ストリートという名前を拒絶し、息子にちなんでプリンスィズ・ストリート（Princes Street）と改称した。また、セント・ジョージ広場は、南側にあるジョージ広場と混同されないようにと王妃シャーロットにちなんでシャーロット広場と改称された。
シスル・ストリートの最西端のブロックは、ヒル・ストリートとヤング・ストリートと改称され、スコットランド名の街路がイングランド名の街路の半分の長さになるように調整された。格子を完成する3つの通りである、キャッスル、フレデリック、ハノーヴァーの各街路は、それぞれ城の眺め、ジョージ王の父フレデリック、ハノーヴァー家にちなんでいる。

### 開発
クレイグの計画は、開発に着手したときにいくつかの困難に直面した。まずは、野ざらしの新しい敷地には人が住んでいなかったので、最初に家を建てた者に20ポンドの特別手当が与えられることになった。疑念はすぐに解消され、セント・アンドリュー広場の東側で建設が始まった。
クレイグはそれぞれの広場に建てられた2つの教会がジョージ・ストリートの終着点になることを提案したが、サー・ローレンス・ダンダス（Sir Lawrence Dundas）が既にその敷地の所有者になっていた。クレイグはダンダス所有の邸宅をそこに建てることを決め、建築家ウィリアム・チェンバーズからデザインを任された。その結果建てられたパッラーディオ様式の邸宅は1774年に完成し、今ではロイヤルバンク・オブ・スコットランドの本店になっている。セント・アンドリューズ教会はジョージ・ストリートの一角に建てられた。この街路の端には視覚に訴えるような終着点を示すものが欠けていたが、1823年にウィリアム・バーン（William Burn）がヘンリー・ダンダス（Henry Dundas）の記念碑を建てたことで解消された。
当時の新市街（第一新市街）は、シャーロット広場の建設とともに1800年に完成した。これはロバート・アダムの設計で建てられたもので、新市街の中では唯一の建築的統一性を持つ地区だった。アダムはセント・ジョージ教会の設計も手がけたが、そちらはロバート・レイド（Robert Reid）の設計に取って代わられた。現在ウェスト・レジスター・ハウスとして知られている建物には、スコットランド国立古文書館（National Archives of Scotland）の一部が入っている。
シャーロット広場の北側にはビュート・ハウスがある。これはかつてはスコットランド大臣の官舎だったが、スコットランドへの内政権付与の結果、スコットランド首相（First Minister of Scotland）の官邸になった。

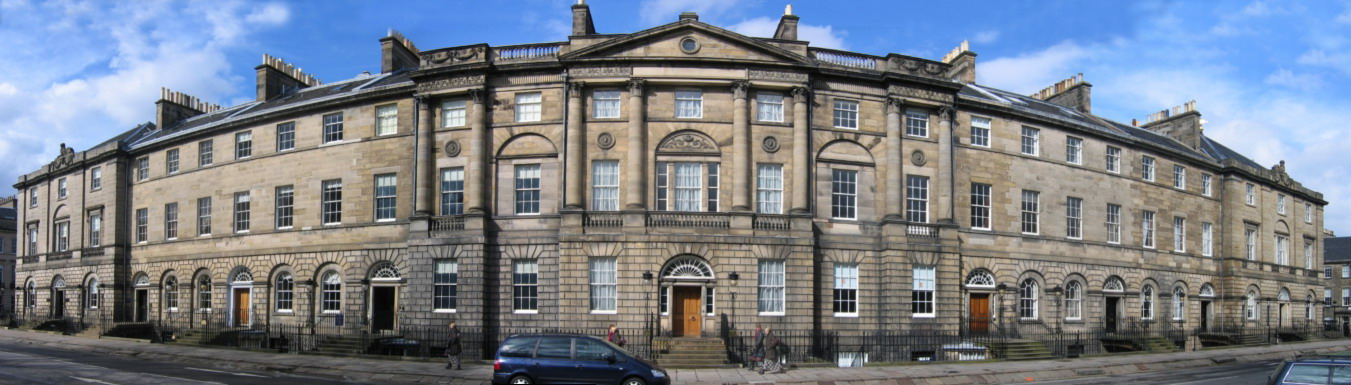
シャーロット広場の北側。右手にあるのがビュートハウス

### 再開発
新市街は純粋に居住用の郊外と考えられていた。貴族の別邸が散在し、それらには主な通りを区切っていたアパートメント（スコットランドでは借家をこう呼んだ）のブロックや、サービス業（ダンスの先生、かつら製造業者など）の借家に使われることが多かった袋小路などがついて回った。しかし、新市街が持っていた商業的な可能性が花開くのにはさして時間がかからなかった。
プリンスィズ・ストリートにはすぐに店舗が軒を連ねるようになり、その街路にあった貴族の別邸の大半は、19世紀中にはより大きな商業施設に置き換えられた。断片的な再開発は今日まで続いているが、第一新市街（クイーン・ストリート、シスル・ストリート、ジョージ・ストリートの大区画、ハノーヴァー、フレデリック、キャッスルの各街路）には、18世紀後半当時の建造物群がまだ並んでいる。第二新市街の大部分にも、1800年代初期に遡る建造物群がまだ残っている。

## 第二新市街

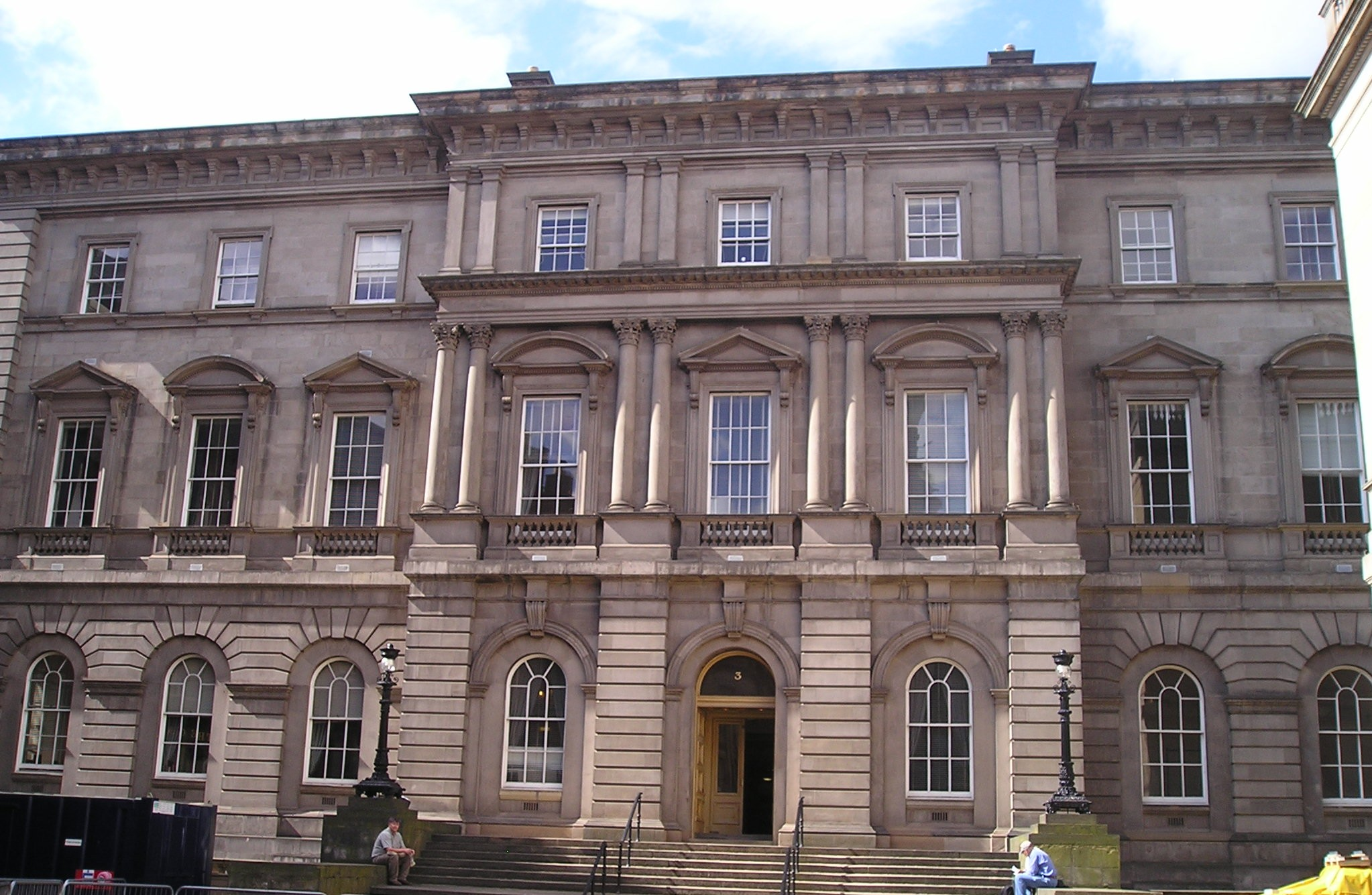
スコットランドの紋章院が入っているニュー・レジスター・ハウス

1800年以降、最初の新市街の成功はより大きな計画へと結びついた。第二新市街はまたの名を新新市街（New New Town）といい、エディンバラを遥かリース川（Water of Leith）にまで拡張しようというものだった。エディンバラとリース川は、ストックブリッジ（Stockbridge）、ディーン（Dean）、キャノンミルズ（Canonmills）、シルヴァーミルズ（Silvermills）の各村で繋がっていた。開発は統一性を持って行われてはいたが、シルヴァーミルズの場合、皮なめし工場の操業の影響で、近隣での開発は数十年間にわたって抑制された。
新しい開発は街路全てを一纏りに建造するシャーロット広場のパターンに従った。クイーン・ストリート・ガーデンズはクイーン・ストリートの北に配置された。その庭園群を越えて、ダンダス・ストリート（Dundas Street）沿いに建物が続く。この街路はハノーヴァー・ストリートから拡張されたもので、キャノンミルズではリース川までほぼ1km に位置している。どちらの側にも広い街路群や大きな広場群が配置されている。 
三番目にして最後の開発で、第二新市街の西側に位置するマリ伯（Earl of Moray）の領地に、マリ広場（Moray Place）とその周辺街路群が整備された。

## 文化
新市街のザ・マウンドには、国立スコットランド美術館（National Gallery of Scotland）とロイヤル・スコティッシュ・アカデミー（Royal Scottish Academy）があり、クイーン・ストリートにはスコットランド国立肖像画美術館（Scottish National Portrait Gallery）がある。
ほかの有名な建造物としては、ジョージ・ストリートのthe Assembly Rooms、ウェーヴァリー駅に繋がっているバルモラル・ホテル（Balmoral Hotel, かつては鉄道会社にちなんでノース・ブリティッシュ・ホテルと呼ばれた）とその時計塔、そして詩人ウォルター・スコットを称えたスコット記念塔（Scott Monument）である。

## ショッピング
新市街には、エディンバラの主要商店街が集まっている。プリンスィズ・ストリートにはジェンナーズ（Jenners）のような店舗群が並ぶ。かつて金融の中心地だったジョージ・ストリートでは、銀行だった建物に多くの現代的なバーが入っている。
また、新市街の東端にあるセント・ジェイムズ・センター（St. James Centre）は1970年に完成した屋内ショッピング・モールである。そこには、サー・バジル・スペンス（Sir Basil Spence）がデザインしたジョン・ルイス（John Lewis）の大きな支店も入っている。ただし、このモールの存在は、しばしば新市街の建造物群への歓迎されざる加入と見なされている。

## 世界遺産
1995年に旧市街とともに世界遺産に登録された。登録に際してはそれぞれの歴史的な街区が持つ素晴らしさだけでなく、その2つが見事に調和して今に伝えられている点も評価された。

### 登録基準
この世界遺産は世界遺産登録基準のうち、以下の条件を満たし、登録された（以下の基準は世界遺産センター公表の登録基準からの翻訳、引用である）。
- (2) ある期間を通じてまたはある文化圏において、建築、技術、記念碑的芸術、都市計画、景観デザインの発展に関し、人類の価値の重要な交流を示すもの。
- (4) 人類の歴史上重要な時代を例証する建築様式、建築物群、技術の集積または景観の優れた例。